# Yuri de Zvenígorod

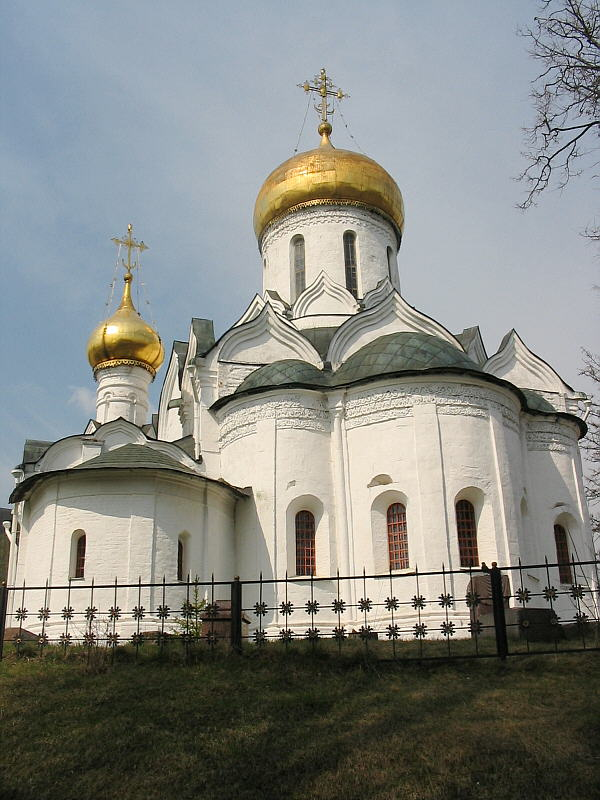
La Catedral de la Natividad construida por Yuri en Zvenígorod circa 1405.

Yuri Dmítrievich (26 de noviembre de 1374, Pereslavl-Zalesky — 5 de junio de 1434), también conocido como Jorge II de Moscú, Yuri de Zvenígorod  o Jurij Zweníhorodski, fue el segundo hijo de Dmitri Donskói. Fue duque de Zvenígorod y Gálich desde 1389 hasta su muerte. Durante el reinado de su hermano Basilio I de Moscú, tomó parte en campañas contra Torzhok (1392), Cükätaw (1414), y Nóvgorod (1417). Fue el organizador principal de la Gran Guerra Feudal contra su sobrino Basilio II de Moscú, durante la cual tomó Moscú en dos ocasiones, en 1433 y 1434.

## Asuntos familiares
De su esposa, Anastasia, hija de Yuri de Smolensk, Yuri tuvo tres hijos Basilio Kosói, Dmitri Shemiaka y Dmitri Krasny. El matrimonio con Anastasia lo convirtió en cuñado de Švitrigaila, Gran Duque de Lituania.

## Herencia y derechos
Tras la muerte de su padre, Yuri recibió en infantazgo las ciudades de Zvenígorod, Ruza, y Gálich. 
A raíz de la muerte de su hermano, Yuri inmediatamente reclamó su derecho al trono de Moscovia contra el derecho del hijo de Basilio, Basilio II. Reclamaba según el antiguo derecho de la Casa de Rúrik, donde la herencia de un trono iba más de hermano a hermano que de padre a hijo. Asimismo interpretó en su favor el testamento de Dmitri Donskói, escrito en el momento en que Basilio no estaba casado y no tenía hijos.

## Tratado con Basilio II
En 1430, Yuri y su sobrino decidieron que el asunto lo decidiera la Horda de Oro. El kan apoyaba los derechos de Basilio II, pero le permitía a Yuri tomar para sí el infantazgo de su fallecido hermano menor, Pedro de Dmítrov. Esta decisión no satisfizo totalmente a Basilio, que tomó Dmítrov por la fuerza y expulsó al gobernador de Yuri de la ciudad en 1432. En respuesta, Yuri reunió a sus fuerzas y avanzó sobre Pereslavl-Zaleski. Basilio II fue derrotado a orillas del río Kliazma y huyó a Kostromá. Yuri entró en Moscú triunfalmente y se proclamó Gran Duque.
En lugar de encarcelar a su sobrino, Yuri le permitió asentarse en Kolomna y gobernar la ciudad como su infaztago. Esta muestra de magnaminidad le costaría cara, ya que muchos de los boyardos moscovitas huyeron a la corte de Basilio en Kolomna. Este cambio forzó a Yuri a concluir un tratado con Basilio, por el cual el primero renunciaba a sus reclamaciones sobre Moscú, prometiendo no ayudar a sus hijos, intercambiando Dmítrov por otros territorios. Basilio volvió a Moscú, mientras Yuri se retiraba a Gálich.

## Conflictos posteriores
Al año siguiente, Kosói y Shemiaka derrotaron a Basilio II a orillas del río Kus. El gran príncipe fue informado de que las tropas de Yuri habían sido vistas entre sus enemigos y decidió castigarlo por su traición. En invierno de 1434, incendió Gálich, de donde Yuri había escapado al norte, a Belozersk. El 16 de marzo, los ejércitos del tío y del sobrino se enfrentaron entre Rostov y Pereslavl. El ejército de Basilio fue derrotado rotundamente, debiendo huir a Nizhni Nóvgorod.
El 31 de marzo de 1434, Yuri entró de nuevo en Moscú, donde capturó a la familia de Basilio y su tesoro. Murió el 5 de julio de 1434, mientras preparaba una nueva campaña contra Basilio, y fue sucedido por su hijo mayor, Vasili Kosói.